# Ирина Мелешина
Ирина Александровна Мелешина рођена Симагина (рус. Ирина Александровна Мелешина; Рјазањ, 25. маја 1982) руска је атлетичарка специјалиста за скок удаљ.
Као Симагина освојила је сребрну медаљу на Олимпијским играма 2004.. Исте године побеђује на светском атлетском финалу у Монаку. Није учествовала на Светском првенству 2005. иако се квалификовала, због трудноће. Родила је кћерку 2006.
Вратила се у конкуренцију после годину дана 2007, а следеће године била је трећа на Светском дворанском првенству 2008. у Валенсији.

## Допинг
Руска атлетска федерација санкционисала је Мелешину 24. априла, 2012. године, на 2 године забране такмичења, ретоакктивно од 21. фебруара 2012, након позитивног допинг теста у фебруару исте године. Тако је елиминисана могућности да учествује на Олимпијским играма 2012. у Лондону.

## Значајнији резултати
| Год.   | Такмичење                                | Место               | Пласман | Резултат | Детаљи |
| Русија | Русија                                   | Русија              | Русија  | Русија   | Русија |
| ------ | ---------------------------------------- | ------------------- | ------- | -------- | ------ |
| 2000   | Светско јуниорско првенство              | Сантјаго, Чиле      | 6.      | 6,21 м   |        |
| 2002   | Европско првенство у дворани             | Беч, Аустрија       | 4.      | 6,64 м   |        |
| 2003   | Европско првенство за млађе сениоре У-23 | Бидгошч, Пољска     |         | 6,70 м   |        |
| 2003   | Универзијада                             | Тегу, Јужна Кореја  |         | 6,49 м   |        |
| 2004   | Олимпијске игре                          | Атина, Грчка        |         | 7,05 м   |        |
| 2004   | ИААФ финале                              | Монте Карло, Монако |         | 6,74 м   |        |
| 2005   | ИААФ финале                              | Монте Карло, Монако | 6,      | 6,47 м   |        |
| 2008   | Светско првенство у дворани              | Валенсија, Шпанија  |         | 6,88 м   |        |

## Лични рекорди
| Дисциплина | Рекорд          | Место    | Датум             |
| Скок удаљ  | 7,27 (отворено) | Тупа     | 31. јул 2004.     |
| Скок удаљ  | 6,96            | Стокхолм | 21. фебруар 2008. |